# Stade de la Roseraie
Le stade de la Roseraie est un stade de rugby à XIII de la ville de Carpentras. C'est l'enceinte du Racing club de Carpentras XIII du Comtat (RCCC XIII). Sa capacité est de 3 000 places.

## Histoire du bâtiment
Avant la guerre de 1939 Carpentras disposait de plusieurs stades plus ou moins bien équipés. Le plus ancien était le Stade Municipal situé sur l'actuelle Avenue Jean Moulin, sa capacité était de 300 places assises couvertes et ses possibilités raisonnables étaient de l'ordre de 2 000 spectateurs (jauge qui fut largement dépassée lors des matchs de démonstration de Rugby à 13 de 1938 opposant Roanne et Villeurbanne). De son côté le Racer (Motoball) jouait dans le stade qu'il avait construit à ses frais en 1936 à Souville. Les tribunes couverte ce beau stade pouvaient abriter plus de 700 spectateurs. L'AMCC club de Motoball rival avait lui aussi un stade privé mais sans tribunes couvertes fixes, au quartier du Four à Chaux. Il existait aussi un petit stade dit du « Château Rouge » au voisinage de l'actuel chemin de St Labre sur lequel évoluait le RCC lorsque le Stade Municipal n'était pas disponible, mais qui était très souvent inondé. 
Sous le gouvernement de Vichy et l'occupation les sociétés sportives de Carpentras sont contraintes de se regrouper dans un organisme appelé Union Sportive Carpentrassienne. Le Rugby à 13 est interdit. Le Racing pratique le jeu à 15 sous le nom de Section Rugby de l'USC.
À la libération la pratique sportive reprend difficilement à Carpentras. Il n'y a plus que deux clubs importants le Racing club de Carpentras XIII du Comtat (RCC)  qui a choisi de rester Treiziste et le Racer (Motoball). Le Racer joue au Stade Municipal qui du coup, deviendra vite impraticable pour les autres sports et le RCC évoluera un an sur le stade du Château Rouge. Le comité du RCC s'étant fortement structuré durant l'année 1946 la décision est prise d'équiper de tribunes confortables un terrain municipal mis à sa disposition près du Château de la Roseraie. L'opération - à la limite de la légalité - se déroulera en deux temps. D'abord le club crée une Société pour l'édification des tribunes de la Roseraie (SETAR). La dizaine de membres de la SETAR souscrit la somme nécessaire et les tribunes sont construites très rapidement. Puis la ville rachète les tribunes à la SETAR (dix annuités de 90 000 F). Les Ponts et Chaussées sont chargés de vérifier la solidité de la construction. L'ingénieur chargé de ce dossier conclura que techniquement les tribunes sont acceptables, mais fait de sérieuses réserves sur la procédure. Les gradins en bois ont une capacité de 800 places. Elles sont recouvertes d'une toiture de fibro-ciment posée sur une charpente métallique culminant à 9 m. Un mur plein ferme le dos des tribunes. Bien entendu le grand axe du terrain est orienté Est/Ouest et les tribunes sont adossées au Nord ce qui les rends très confortables l'hiver quand, par temps de Mistral,  elles sont réchauffées par le soleil. De l'autre côté du terrain un terre-plein de terre sert de gradin. Ils ne sera jamais abrité par une toiture et reste très peu confortable.
Quatre vestiaires pour les équipes,un vestiaire pour les arbitres, un bureau et une chaufferie sont construits sous la tribune. Cette installation fonctionnera sans grande modification durant une cinquantaine d'années.
En 1996 il est décidé que les tribunes sont devenues dangereuses et doivent être refaites (L'accident du Stade de Furiani en mai 1992 n'est certainement pas étranger à cette décision). Dans un premier temps on ne prévoit que la réfection des gradins mais il faudra ajouter des travaux de réparation de la couverture et de consolidation de la charpente. Et comme les vestiaires ne pourront plus être logés sous les gradins il faudra construire deux bâtiments annexes. L'ensemble des travaux est terminé début 1998 et le stade est rendu au Racing.
La physionomie du stade de la Roseraie reste globalement inchangée, c'est un stade de faible capacité au regard des enceintes conçues aujourd'hui pour le Football. Il est cependant agréable pour les spectateurs et bien adapté au niveau actuel de Carpentras XIII. Si toutefois le club pouvait à nouveau jouer au plus haut niveau du Rugby à 13 il devrait bénéficier d'aménagement supplémentaires.

## Histoire sportive
En 1947 le RCC, seul utilisateur du stade de la Roseraie, joue au Rugby à 13 en division fédérale (2e division). Il réalisera le doublé Championnat et coupe de France (de 2e division) durant la saison 1947/48. L'affluence moyenne est alors de l'ordre de 1 000 à 1 500 spectateurs. En 1950 il gagne à nouveau la coupe de France et obtient de monter en division "Nationale". Le nombre des spectateurs dépasse alors 2 000 et peut même atteindre 3000 pour les « derbys » contre Avignon et Cavaillon. Le record d'affluence sera établi lors de la finale de la coupe de France1955 qui opposa le SOAvignon à Marseille XIII. Près de 12 000 spectateurs assistaient à la victoire du SOA 18/10.
À partir de la fin des années 50 l'assistance moyenne fluctuera entre 500 et 2 000 spectateurs selon que le club évolue en première ou deuxième division.
Si l'on excepte la finale de 1955 le stade de la Roseraie n'a plus eu l'occasion d'être utilisé pour de grands évènements treiziste. Pour autant il a sa place dans la culture et la légende  treiziste et personne ne le dira mieux qu'André Passamar: « Carpentras XIII.... À partir d'une politique de formation qui a régulièrement mis en exergue "le produit de la ferme", Carpentras n'a pas cessé au fil des années de poser des problèmes aux meilleurs souvent piégés par la bravoure et la hardiesse locale au stade de la Roseraie ».
Retrouver le niveau de 1983 lorsque A.Passamar écrivit ce commentaire ou mieux encore celui de 1992 lorsque le Racing put jouer en finale de la coupe Lord Derby est devenu un rêve lointain pour Carpentras 13.

## À voir aussi